# Corquoy
Corquoy é uma comuna francesa na região administrativa do Centro, no departamento Cher. Estende-se por uma área de 23,6 km². Em 2010 a comuna tinha 214 habitantes (densidade: 9,1 hab./km²).